# Ejército Islámico en Irak
El Ejército Islámico en Irak (en árabe: الجيش الإسلامي في العراق‎, romanizado: al jaysh al islāmi fī'l-`irāq, IAI, por sus siglas en inglés) es un grupo de organizaciones militantes clandestinas islamitas (o muyahidines) formadas en Irak tras la invasión de Irak de 2003 por Estados Unidos y las fuerzas militares de la coalición, y la posterior caída del gobierno baasista encabezado por Saddam Hussein.
A pesar de llevar un nombre islámico, el grupo combina el islamismo con el nacionalismo iraquí, y ha sido etiquetado como la "resistencia" iraquí suní por el vicepresidente Tariq al-Hashimi por los ataques regulares contra soldados y policías iraquíes, así como contra las milicias chiitas tales como el Ejército de al-Mahdi y la Organización Badr.
Tras la retirada de las fuerzas estadounidenses de Irak a finales de 2011, el IAI se desmovilizó y se volcó hacia el activismo político, con la creación del Movimiento Popular sunita. El alejamiento de la oposición armada hacia el activismo político fue criticado por otros grupos militantes, incluidos los grupos que se habían aliado previamente con el IAI como el Ejército de los muyahidines.
Desde principios de 2014, sin embargo, el grupo ha estado activo en la lucha contra el gobierno en curso en Anbar y el norte de Irak. El grupo opera principalmente en las gobernaciones de Diala y Saladino.

## Rehenes extranjeros
El grupo fue responsable del secuestro de las siguientes personas, que más tarde fueron liberadas sanas y salvas:
- Fereidoun Jahani, cónsul iraní.
- Georges Malbrunot (41) y Christian Chesnot (37), periodistas franceses.
- Marwan Ibrahim al-Kassar y Mohammed Jawdat Hussein, trabajadores eléctricos libaneses.
- Angelo Dela Cruz, camionero filipino.
- Rosidah Anom y Rafikan Binti Amin, ciudadanas feministas indonesias.

El IAI se cree responsable de la ejecución de los siguientes extranjeros:
- Enzo Baldoni, periodista italiano ejecutado alrededor del 26 de agosto de 2004.
- Raja Azad (49), ingeniero, y Sajad Naeem (29), su chofer, ciudadanos paquistaníes que trabajan en Irak para una empresa kuwaití asesinado alrededor del 28 de julio de 2004.
- Dalibor Lazarevski, Dragan Markovic, y Zoran Naskovski, y subcontratos para los militares de Estados Unidos y sus contratistas privados. Los tres fueron secuestrados en agosto de 2004 y el gobierno de Macedonia confirmó su ejecución antes del 21 de octubre de 2004; la recepción de los vídeos que representan dos decapitaciones fueron anunciados, pero no transmitidos, en al-Jazeera TV el 17 de octubre de 2004.
- Ronald Schulz, contratista electricista, muriendo alrededor del 8 de diciembre de 2005.

## Guerra contra al-Qaeda en Irak
A principios de 2007, el Ejército Islámico se involucró en un conflicto armado contra el al-Qaeda en Irak. En junio, esta guerra terminó en un cese al fuego entre los dos grupos rivales. El IAI fue citado diciendo: "Lo más importante es nuestro deber común para luchar contra los americanos"; sin embargo, los grupos nunca adoptaron la filosofía del al-Qaeda y se negaron a firmar el tratado con el Estado Islámico de Irak y el Levante.
Según fuentes iraquíes, combatientes del Ejército Islámico lucharon contra hombres armados del al-Qaeda alrededor de Samarra, al menos dos veces en octubre y noviembre de 2007, una posible indicación de que el alto el fuego negociado a principios de este año se había derrumbado (sin embargo, funcionarios de la coalición más tarde emitieron una declaración afirmando que policías iraquíes y las tropas de la coalición, y no combatientes del Ejército Islámico, habían llevado a cabo la última operación). Por otra parte, aunque el Ejército Islámico negó haber unido fuerzas con el ejército de Estados Unidos, varios medios de prensa informaron que muchos comandantes del Ejército Islámico en Bagdad y sus alrededores estaban trabajando junto con la coalición liderada por Estados Unidos para combatir Al Qaeda en Irak y a las milicias chiitas.